# Universidad de San Francisco Javier (Antigonish)
Saint Francis Xavier University es una universidad localizada en Antigonish, Nueva Escocia, Canadá. La universidad alberga a cerca de 4,500 estudiantes en artes, ciencias, negocios, sistemas de información y programas aplicados de Canadá y otras partes del mundo.

## Historia
St. Francis Xavier College fue una institución católica fundada en Arishat, Nueva Escocia, en 1853. La universidad fue movida en 1855 desde Arichat a su locación actual en  Antigonish, Nueva Escocia.
En 1866, St. Francis Xavier College recibió el estatus de universidad, convirtiéndose en St. Francis Xavier University (Universidad St. Francis Xavier) y otorgando sus primeros títulos en 1868. En 1883, la Academia Mount St. Bernard, fue fundada para la educación femenina comprendiendo desde grados primarios hasta el duodécimo grado impartidos por las "Hermanas de Notre Dame".

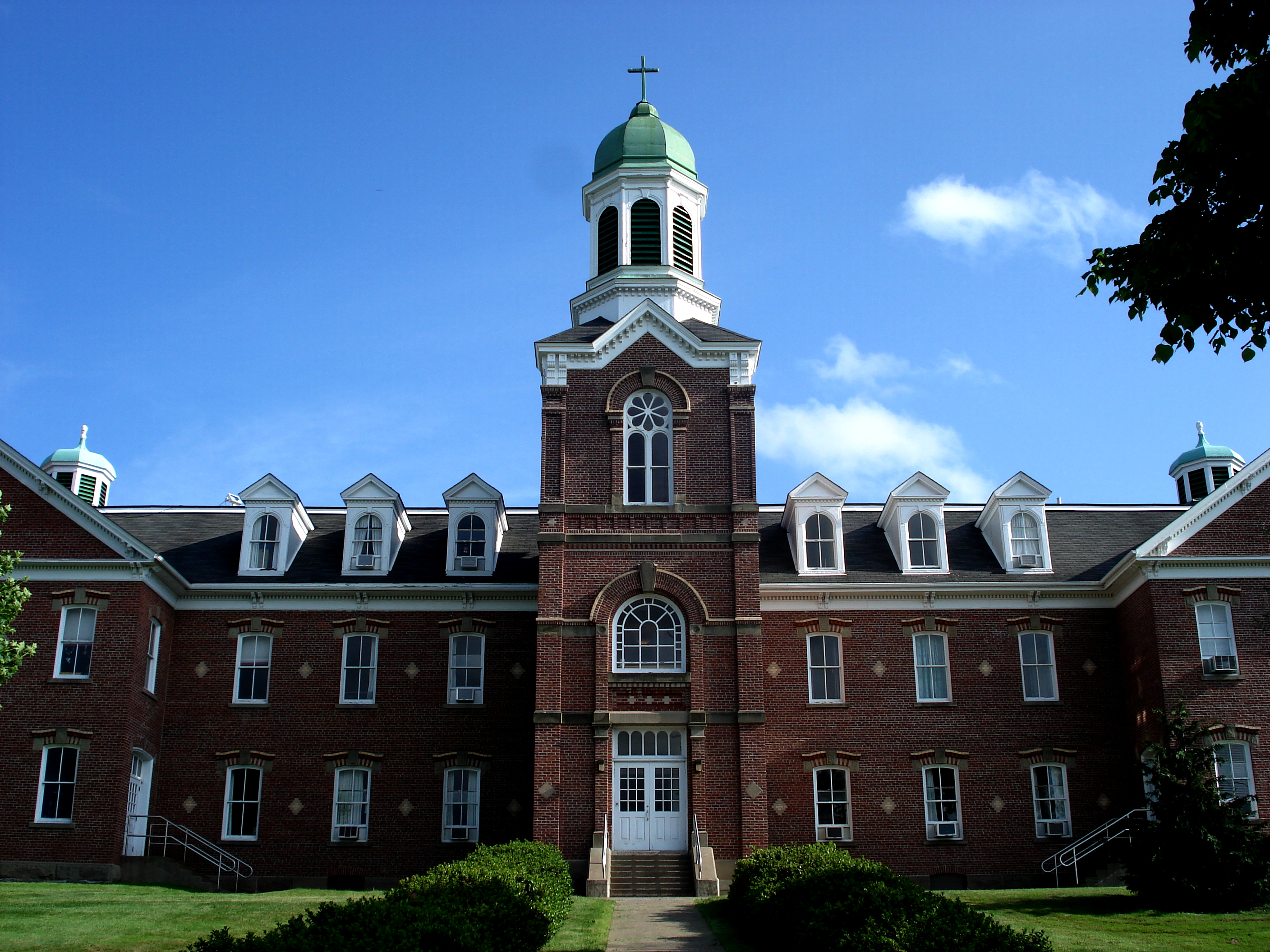
Xavier Hall

En 1894, la academia afiliada con St. Francis Xavier University como Mount St. Bernard College.
En 1897 la escuela se convirtió en la primera universidad católica coeducacional en Norteamérica en otorgar títulos a mujeres. En la primera parte del siglo XX, la educación profesional se expandió más allá de los campos tradicionales de la teología, leyes y medicina. El entrenamiento universitario basado en el modelo estadounidense inspirado en Alemania de un curso especializado de trabajo y la elaboración de una tesis de investigación fue introducido.
La política de la educación universitaria iniciada en la década de los 1960s respondió a la presión de la población y la creencia de que la educación superior era fundamental para la justicia social y la productividad económica para los individuos y la sociedad.
En 1985, las mujeres igualaron a los hombres en números por primera vez. En 1990 el instituto para mujeres existió como residencia exclusiva. El tartán de la universidad St. Francis Xavier fue diseñado como el tartán oficial en 1994.

## Educación

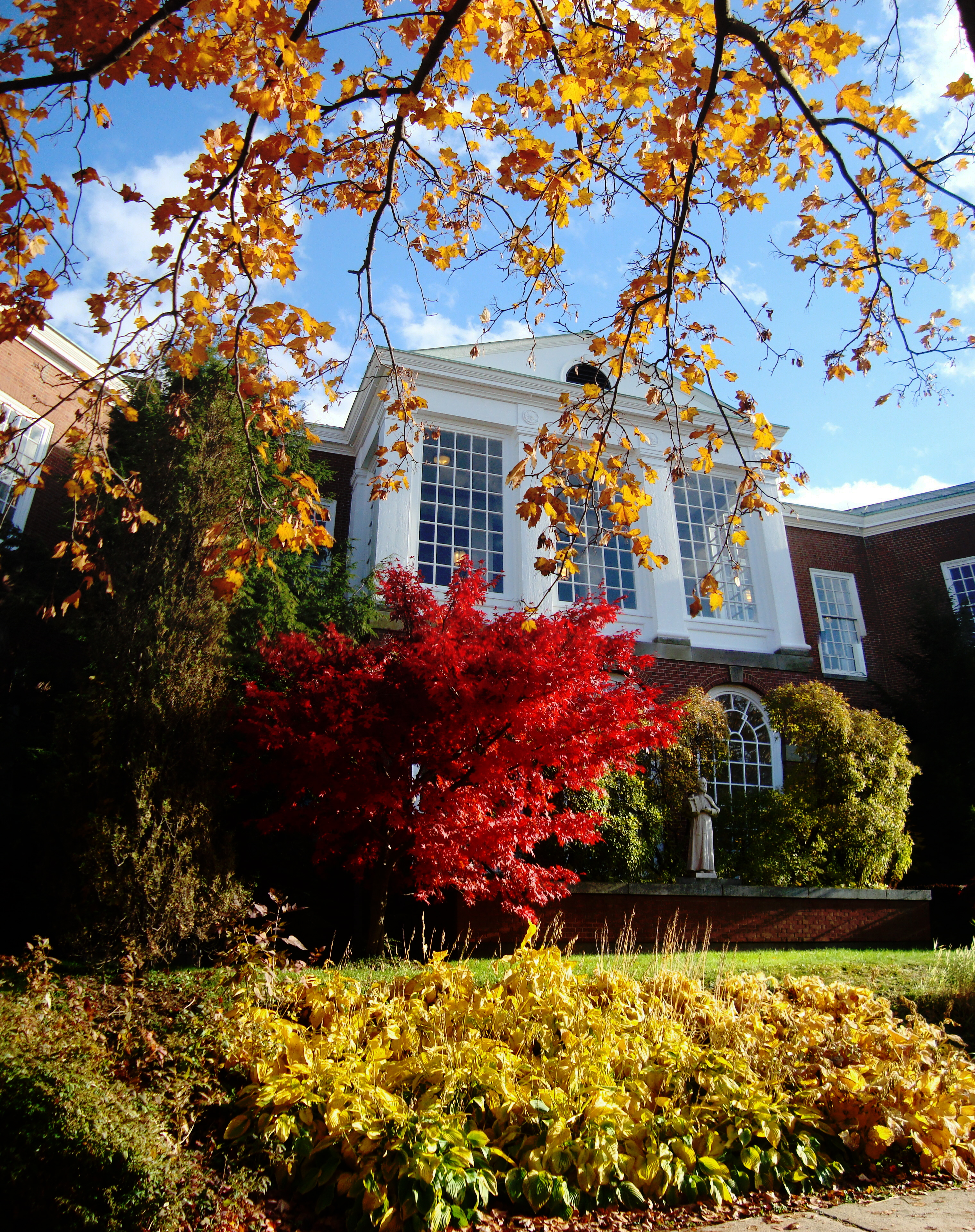
Biblioteca Angus L. MacDonald

### Perfil
Maclean's Magazine clasificó a St Francis Xavier como la mejor universidad primariamente de licenciatura en Canadá por cinco años consecutivos (2002, 2003, 2004, 2005, 2006). La universidad también llegó al primer lugar en apoyo para los exalumnos en los años 2001 a 2006. En 2007 Maclean's Magazine cambió los requisitos para ser la mejor universidad "primariamente de licenciatura" y puso a la universidad en tercer lugar en esa categoría, siendo reemplazada por otras dos universidades del Atlántico Canadiense, que empataron en el primer lugar. Sin embargo, a comienzos del 2009, Maclean's reportó que según los estudiantes, la Universidad St. Francis Xavier estaba en la primera posición al escoger retornar a su institución actual entre otras categorías.
Entre los años 2000 y 2004 más estudiantes de St. Francis Xavier, en una base per cápita, han recibido premios del Concilio de Investigación en Ciencias Naturales e Ingeniería (Natural Sciences and Engineering Research Council - NSERC) por estudios postsecundarios que otras universidades en Canadá.

### Facultades
St Francis Xavier University está organizada en la Facultad de Artes, Facultad de Ciencias, la Escuela de Negocios y Sistemas de Información Gerald Schwartz, Escuela de Educación, y el Instituto Internacional Coady. Cada facultad tiene departamentos subordinados bajo su administración apropiada para cada disciplina, por ejemplo el Departamento de Filosofía es parte de la Facultad de Artes. Las facultades están dirigidas por un decano elegido entre los profesores titulares. El decano actual de la facultad de artes es el Dr. Steven Baldner, el decano de la facultad de ciencias es el Dr. Robert van den Hoogen, El decano de la escuela de negocios es el Dr. Leo Gallant, y el decano de educación es el Dr. Jeff Orr.

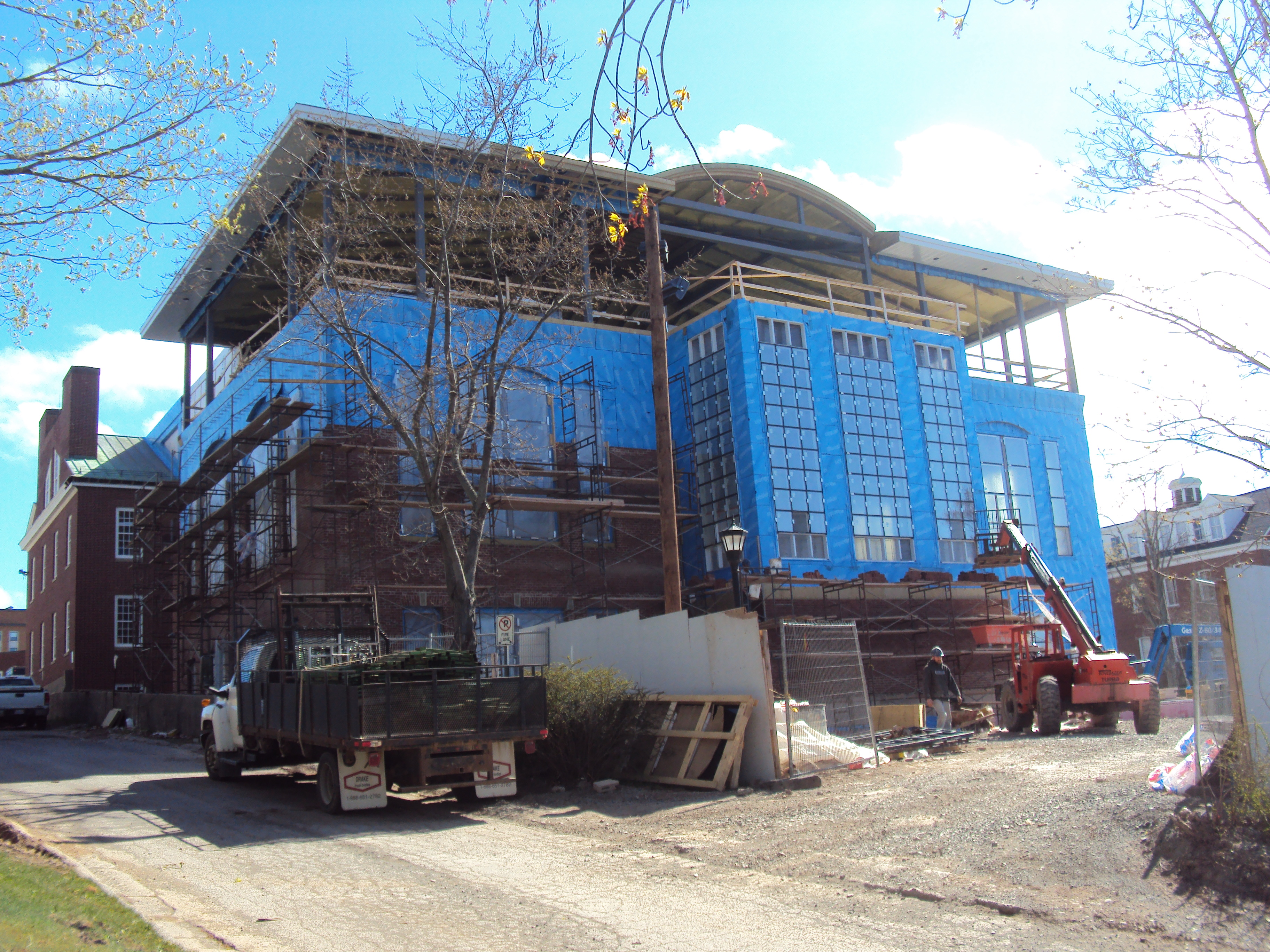
Sitio de construcción de la Escuela de Negocios Gerald Schwartz.

## Vida estudiantil

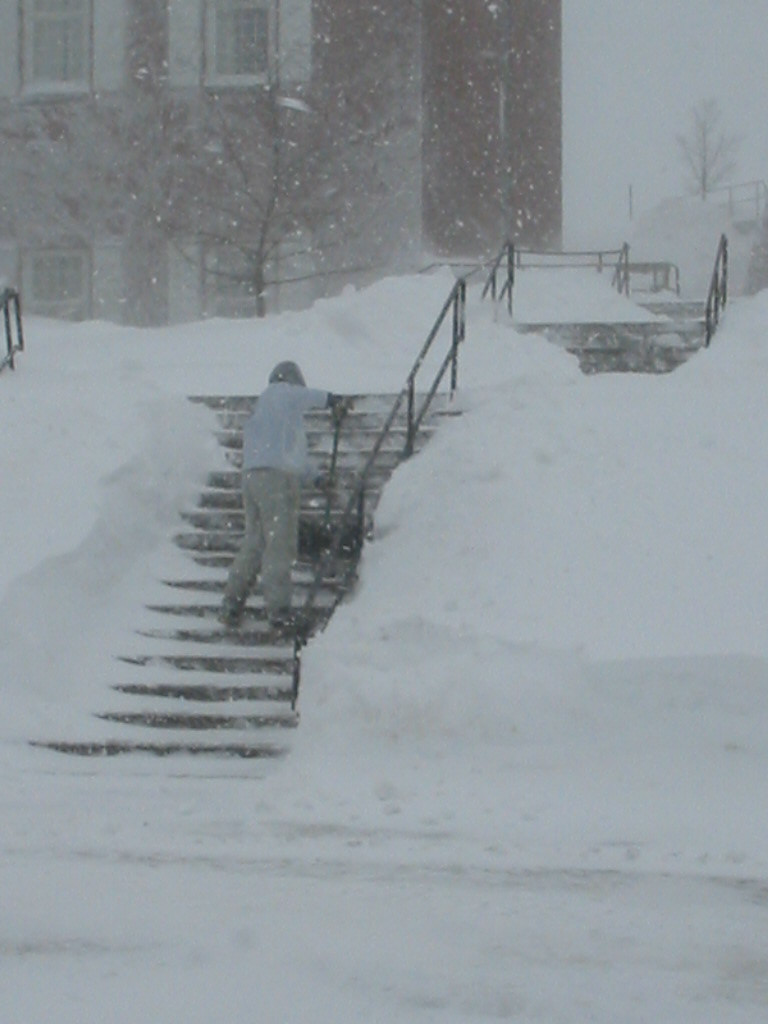
Invierno en St. Francis Xavier

### Periódico
The Xaverian Weekly es el periódico estudiantil, dirigido por la "Sociedad Xaveriana de Publicaciones Semanales", e imprime 2,000 copias cada miércoles. El periódico es miembro de la Canadian University Press. El redactor jefe es Devanne O'Brien.
Originalmente llamado "Excelsior", el periódico empezó como una publicación mensual de ensayos literarios y noticias del campus fundado en 1896 por el M.A. McAdam y J.W. McIsaac. Los editores cambiaron el nombre del periódico al "Xaverian" en 1903, argumentando que el "Excelsior" se habría convertido en una "denominación barata... lamentablemente aplicada a casi toda nueva patente [comercial]."

### Anuario

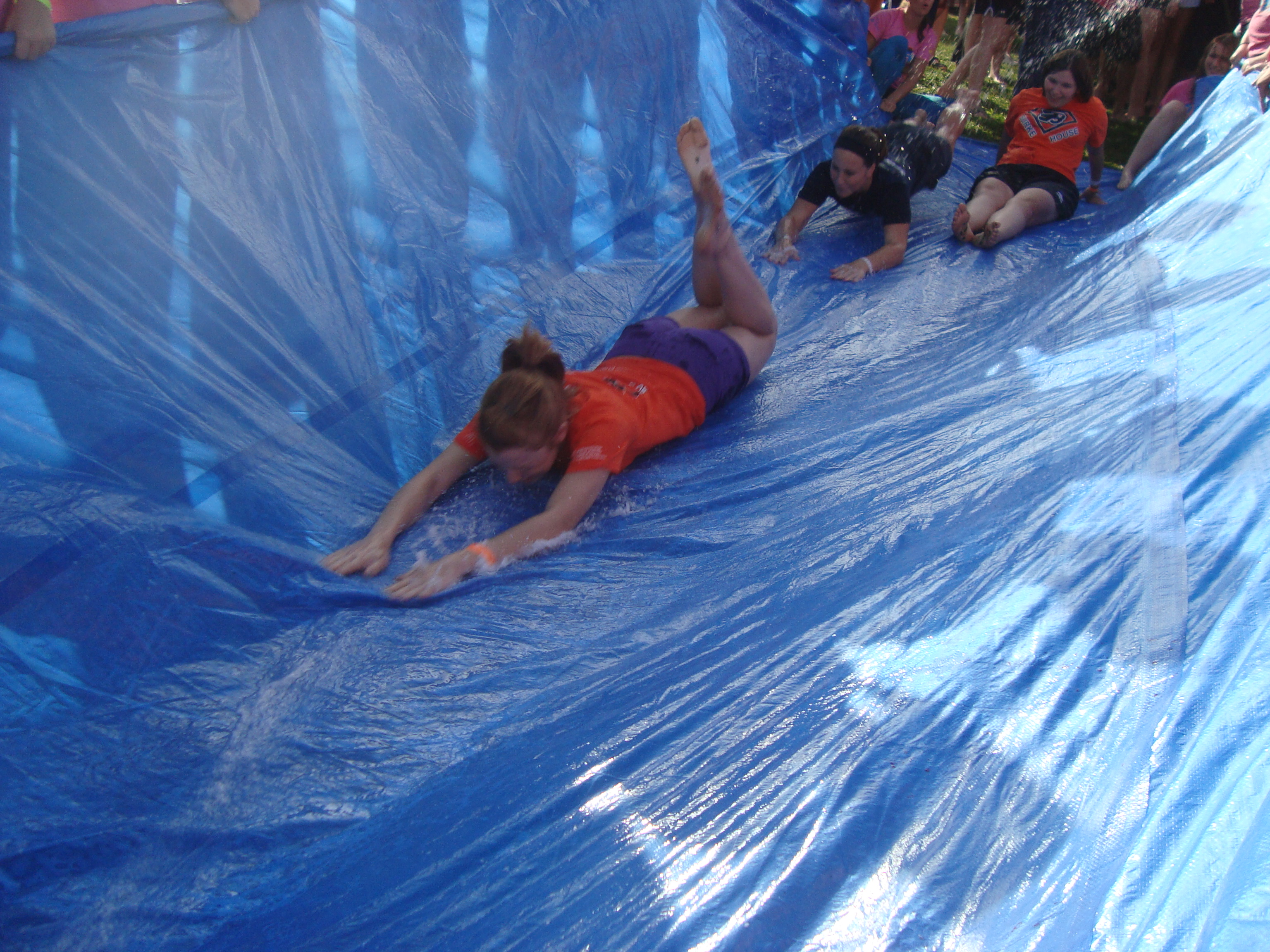
Deslizamiento sobre gelatina durante las festividades anuales de la semana de Frosh.

The Xaverian Annual (enlace roto disponible en Internet Archive; véase el historial, la primera versión y la última). es el anuario estudiantil, fundado en 1924 y dirigido por la Sociedad del Anuario que imprime la publicación para cada estudianto cada año. Los redactores jefe actuales son Mary Cranmer-Byng y Ryan Isenor.

### Unión estudiantil
En St. Francis Xavier, los estudiantes son representados por la Unión Estudiantil de la Universidad St. Francis Xavier. Conocida como "La U" es una organización dirigida por los estudiantes que provee servicios y actividades desde la administración de un plan médico y dental a conciertos y actividades de orientación.
El edificio de la Unión estudiantil (Centro Bloomfield) alberga las oficinas del Ejecutivo de la Unión de Estudiantes y varias sociedades, el Golden X Inn, y el MacKay Room (un espacio amplio para eventos), una cafetería, el Jack's Lounge, la oficina postal del campus, y la tienda de libros de la universidad.

### Vida en la residencia

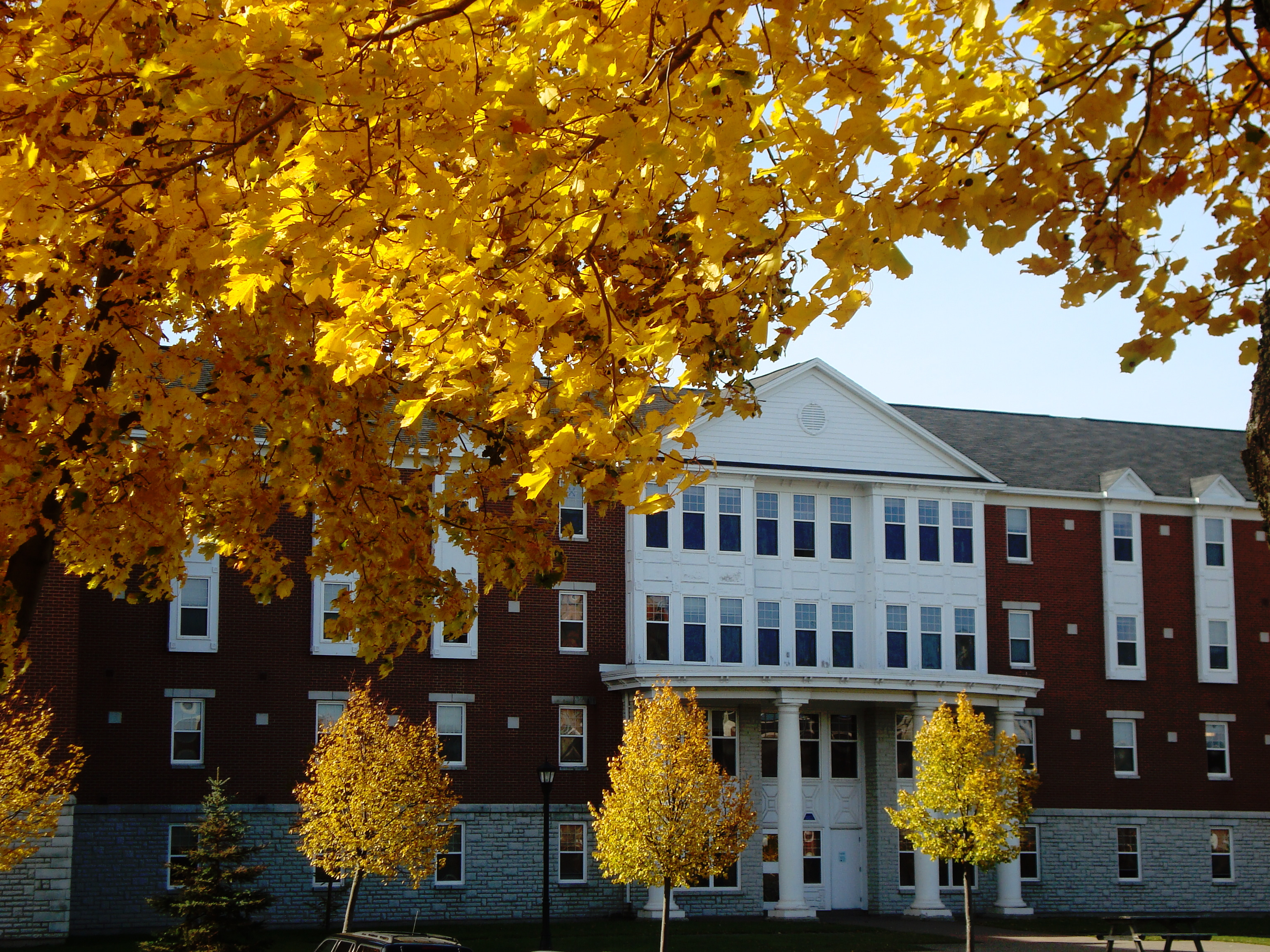
Residencia "Power Hall"

Aproximadamente el 50% de los estudiantes de St. Francis Xavier viven en el campus en las residencias tradicionales o alberges de estilo apartamento. Los estudiantes que viven en las residencias tradicionales están registrados en un plan de merienda obligatoria en las instalaciones de comedor central, Morrison Hall. Los residentes pueden optar por comprar un plan que consiste en 11, 14 o 17 comidas a la semana, siendo las comidas no consumidas multadas al final de cada semana. Alternativamente los estudiantes pueden también elegir inscribirse en un plan de residencia que provee un número específico de comidas, que son utilizadas en cualquier momento pero son multadas si no son utilizadas al final de cada año. Las residencias de estilo apartamento consisten típicamente en apartamentos de cuatro dormitorios con dos baños completos y una cocina pequeña. Todos los estudiantes en la residencia sin importar el plan de residencia están obligados a comprar una cantidad mínima de "Balance de efectivo a la baja", que es cargado en las tarjetas de identificación de los estudiantes y puede ser usado en los expendios de comida en el campus. St. Francis Xavier tiene un contrato de exclusividad con Sodexo otorgando a esa compañía un monopolio sobre la comida y los servicios de conferencia en todas las instalaciones en el campus.
Residencias tradicionales en St. Francis Xavier:
- MacIsaac Hall
- MacDonald, MacPherson, y TNT (Thompson and Tompkins) Casas en Cameron Hall
- Chillis (Chisholm and Gillis) y Casas MacNeil en MacKinnon Hall

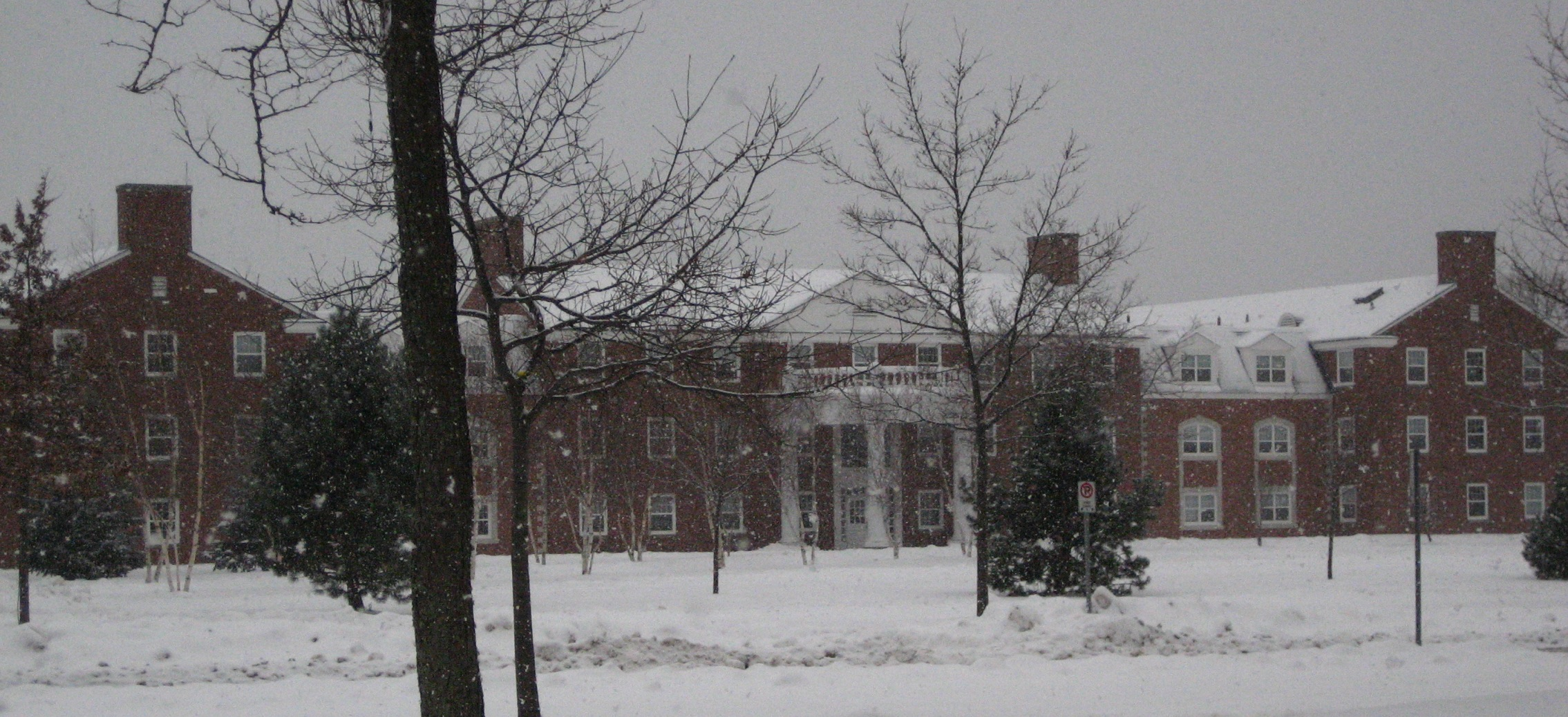
Casas Plessis, Fraser, y Burke Houses en Bishops' Hall

- Lane Hall Casas Plessis, Fraser, y Burke Houses en Bishops' Hall
- Mount St. Bernard
- Casas Plessis, Fraser, y Burke en Bishops' Hall

Residencias de estilo apartamento en St. Francis Xavier:
- Somers y Power Halls
- Governors Hall
- West Street Apartments

## Anillo X
St. Francis Xavier es conocida por su distintivo Anillo X (X-Ring), otorgado a los estudiantes el 3 de diciembre de cada año antes de la graduación. El 3 de diciembre marca el día festivo del santo patrón de la universidad y homónimo San Francisco Javier. En promedio, más del 95% de la clase opta por el anillo al graduarse.
El Anillo X es presentado a los estudiantes en una ceremonia durante la tarde, a los cuales sólo quienes lo reciben pueden asistir. Tradicionalmente, esta ceremonia se llevaba a cabo en la capilla de la universidad; sin embargo, en años recientes se ha trasladado al Centro Keating Millennium. Típicamente hay un enlace para una transmisión en vivo en línea o una pantalla gigante en el Centro Oland en el campus disponible para la familia y amigos de los estudiantes.
Cada Anillo X tiene las iniciales grabadas y otras marcas distintivas para que no haya dos anillos iguales. Esto asegura que si un Anillo X es alguna vez perdido, quien lo encuentre puede mandarlo de vuelta a la universidad para que el dueño original pueda ser localizado.
Adicionalmente a los anillos otorgados a los estudiantes, existe un Anillo X honorario otorgado anualmente. La política de elegibilidad del Anillo X estipula que quien lo reciba no debe tener ya otro Anillo X, y debe demostrar una "contribución sobresaliente" a la comunidad Xaveriana y seguir el lema de la universidad Quaecumque sunt vera (Todo lo que es verdadero).

## Renovación del campus

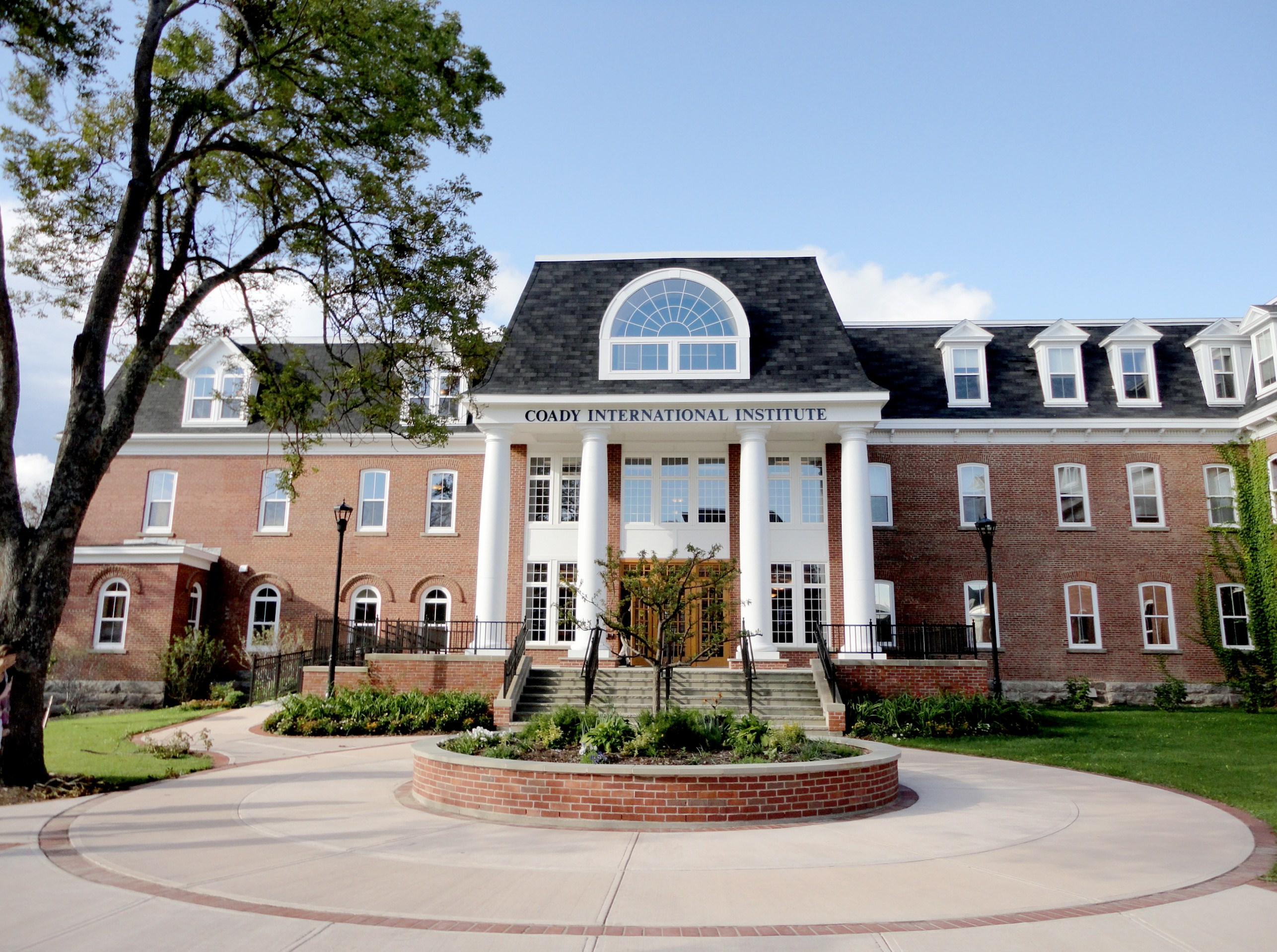
Coady International Institute.

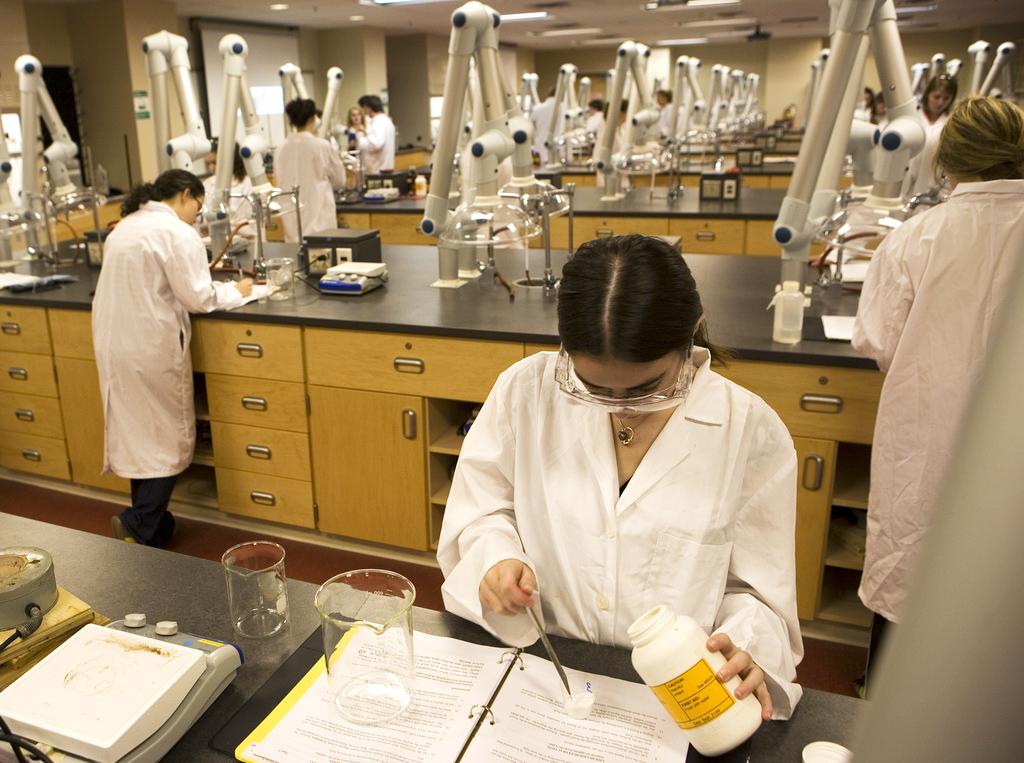
Laboratorio en el Physical Sciences Centre.

Desde el nombramiento de Dr. Riley como presidente en 1996, la universidad St. Francis Xavier a conocido un plan de renovación de gran tamaño- $230 millón. El objetivo del programa es mejorar las posibilidades educativas y residenciales en el campus. Hasta ahora, la iniciativa ha logrado la finalización de once proyectos grandes. 
- El 29 de mayo de 2012 ha sido anunciada la construcción de dos nuevas residencias. Cada edificio albergará aproximadamente 165 estudiantes, y habrá una mezcla de habitaciones para una persona y habitaciones estilo “ apartamento”. También previstos están cocinas, espacios comunes con grandes televisiones, y otros detalles. Cada habitación estilo « apartamento » tendrá un baño propio, como una habitación en un hotel. Todas las habitaciones tendrán refrigerador, microondas, y una televisión.

- El Frank McKenna Center for Leadership ha sido abierto el 11 de mayo de 2011. expresidente estadounidense Bill Clinton ha asistido como invitado e orador. El complejo, que costó unos $ 12 millones, está pensado para mejorar las posibilidades de liderazgo para estudiantes en todas disciplinas. Sostendrá iniciativas en los ámbitos de políticas públicas, negocios, y salud, incluyendo una serie de discursos por líderes en estas esferas.

- La construcción de la Escuela de Comercio Gerald Schwartz ha empezado en junio de 2009, después del anuncio de una inversión de $22.7 millones por los gobiernos federal y provincial. La gran apertura ocurrió el 5 de noviembre de 2011, en la presencia de Gerry Schwartz, presidente de Onex Corporation, y de Frank McKenna, político canadiense. La escuela ofrece 15 variantes de Bachelor of Business Administration, y también Bachelor of Information Systems. El nuevo edificio, adornado por una cúpula de oro, tiene cuatro pisos con aulas, oficinas, un auditorio, un punto de servicio para estudiantes, salones, y laboratorios.

- En junio de 2008 empezó la construcción del Coady International Centre. El proyecto, que costó unos $14 millones, incluye la restauración de cuatro edificios históricos con el fin de ampliar las capacidades del Coady International Institute en la universidad St. Francis Xavier.

- Nuevo terreno de fútbol y de carreras, césped artificial, ocho carriles para correr, circunferencia de 400 metros, y proyectores. El proyecto de $2.8 millones ha sido llevado a cabo 130 días en el verano de 2009.

- Gilmora Hall, en el colegio Mount St. Bernado, ha sido renovado por completo para albergar el departamento de música. Los

trabajos han tenido lugar durante el verano de 2008. 

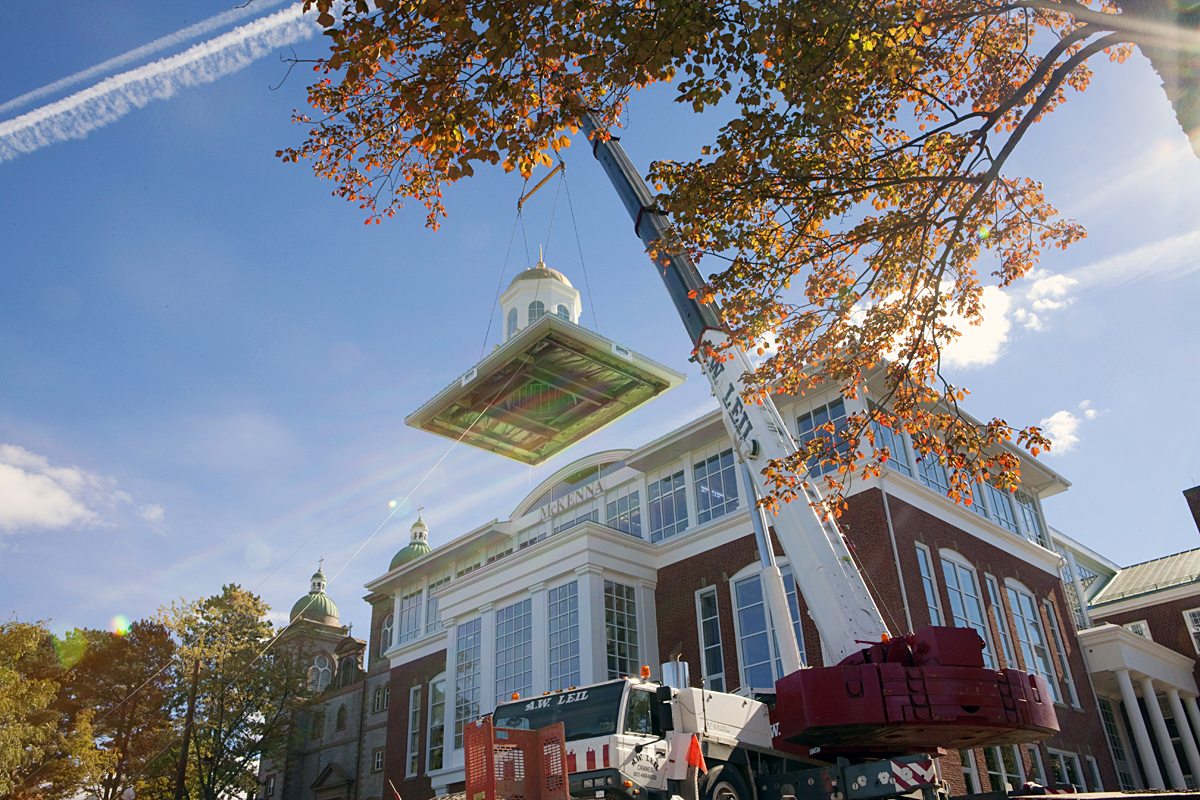
Gerald Schwartz School of Business.

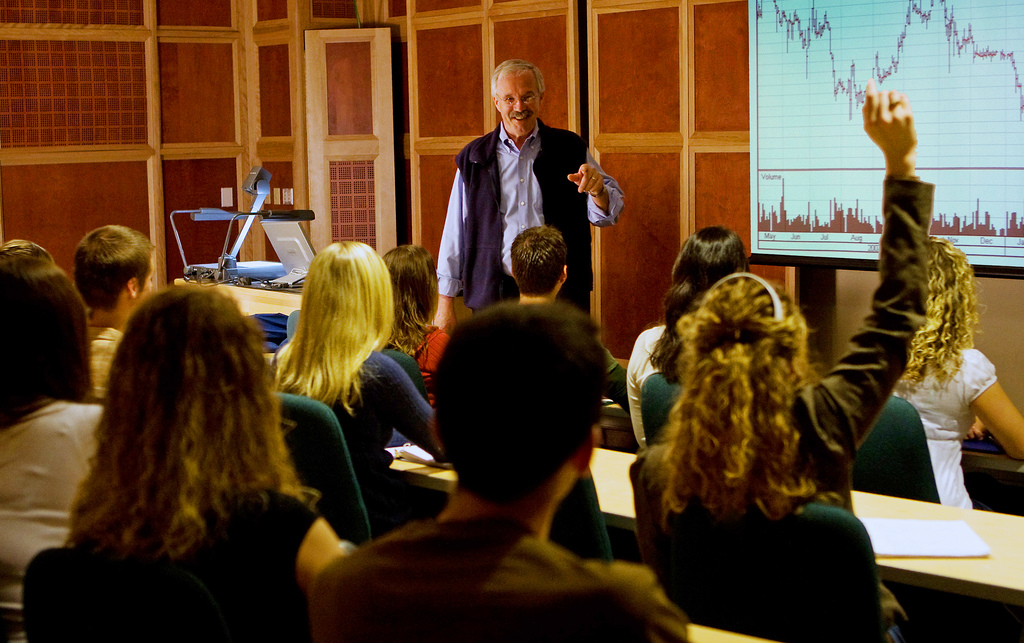
Aula en el Physical Sciences Centre.

- Una renovación de 11 millones de dólares del Bishops Hall, que incluye las residencias Fraser, Burke y Plessis, fue completada en septiembre del 2007. El edificio fue mejorado con acceso a internet inalámbrico, nueva calefacción, plomería, ventilación y sistemas eléctricos, se instalaron elevadores, y la mayoría de los cuartos se convirtieron en habitaciones simples con una pequeña cantidad de ellos permaneciendo dobles.[14]

- La construcción de Govenors Hall ha sido cumplido en septiembre de 2006. Se trata de una residencia estido-hotel de $18 millones, e incluye 226 habitacines sobre cuatro pisos. El edificio está pensado para estudiantes en los años superiores. Entre mayo y agosto, Govenors Hall funciona como hotel privado.

- Renovación completa de MacIsaac Hall, una residencia de los años 1960, a un precio de $8 millones. El proyecto ha sido cumplido en septiembre de 2006.

- La construcción de Physical Sciences Centre, un centro de ciencias dotado de tecnología punta, cumplido en 2004 a un precio de $25 millones.

- El Charles V. Keating Millennium Centre, un centro de conferencia y de atletismo, ha sido construido en 2001 a un precio de $20 millones. El edificio alberga dos grandes pistas de patinaje dotadas de capacidad multifunción: pueden estar remodeladas en salas para conciertos, ferias comerciales, y la graduación en abril. El edificio tiene una capacidad de 2 207 personas.

- La renovación completa de Morrison Hall, uno de los edificios emblemáticos de la universidad, para transformarlo en refectorio principal.

- La construcción de dos residencias estilo “apartamento” en 1998: Power Hall y Somers Hall. Están diseñadas para estudiantes en sus años superiores.

## Deportes

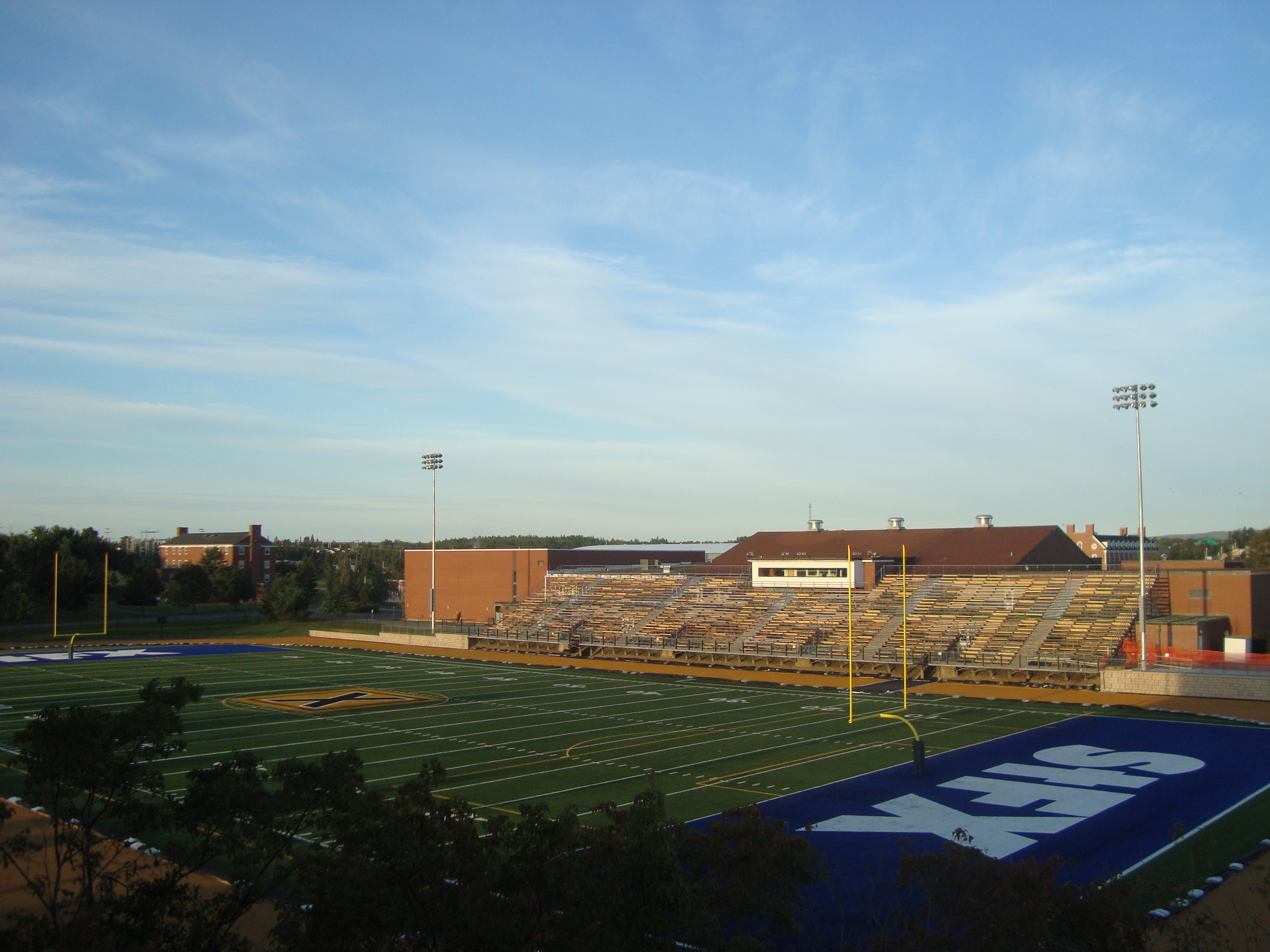
Nuevo campo de fútbol y pista de carreras.

St. Francis Xavier es representada en la conferencia Atlantic University Sport por 11 equipos deportivos. Los equipos "X-Men" incluyen las disciplinas masculinas de fútbol, básquet, fútbol americano, hockey y campo a través. Los equipos de "X-Women" incluyen las disciplinas femeninas de fútbol, rugby, hockey, básquet, voleibol y campo a través. 

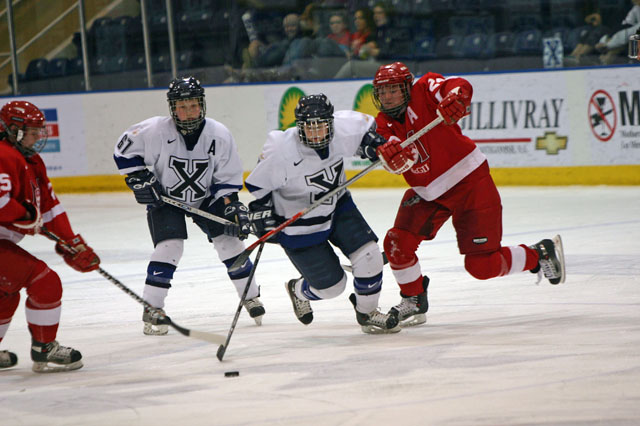
Hockey femenino en St. Francis Xavier.

En 1966, el equipo de fútbol americano X-Men ganó la copa universitaria (ahora Copa Vanier) como el mejor equipo de fútbol universitario en Canadá. El programa de básquet X-Men ha ganado 3 campeonatos CIS (1993, 2000 y 2001) y en el 2004, el equipo X-Men de hockey ganó su primer campeonato CIS.
En 2006, el equipo de rugby X-Women se convirtió en el primer equipo femenino de St. Francis Xavier en ganar un campeonato CIS. En 2008, el equipo se situó como segundo en el campeonato CIS en Lethbridge, Alberta tras capturar su 12.º Campeonato AUS consecutivo.
Los estudiantes Eric Gillis (2003 campeón CIS de campo a través) compitió en los Juegos Olímpicos de Pekín 2008 situándose en el puesto 33 en la carrera de 10 000m.

## Fotos del campus

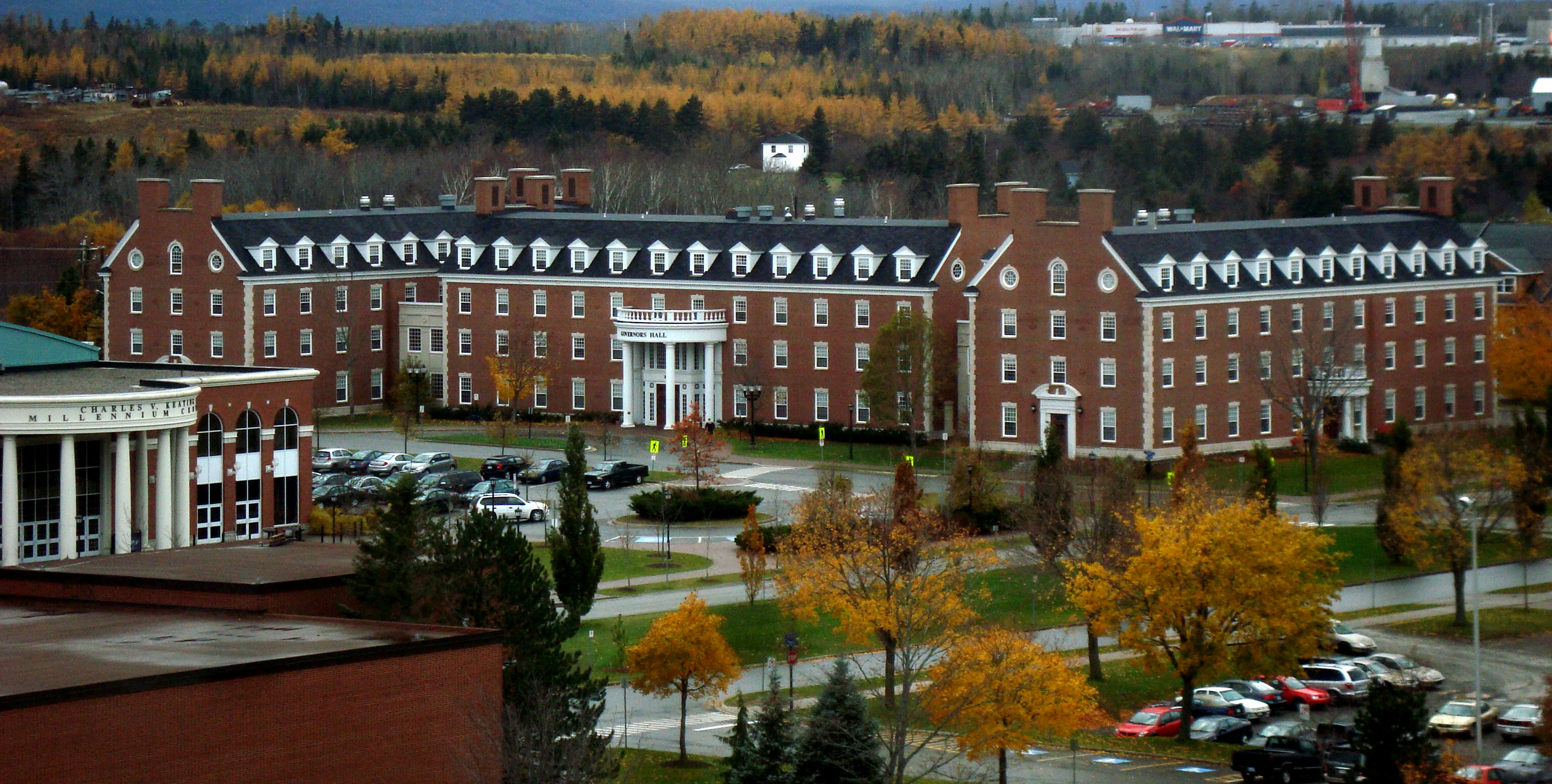
Centro Charles V. Keating y la residencia Governor's Hall.